# 질 블라스 이야기

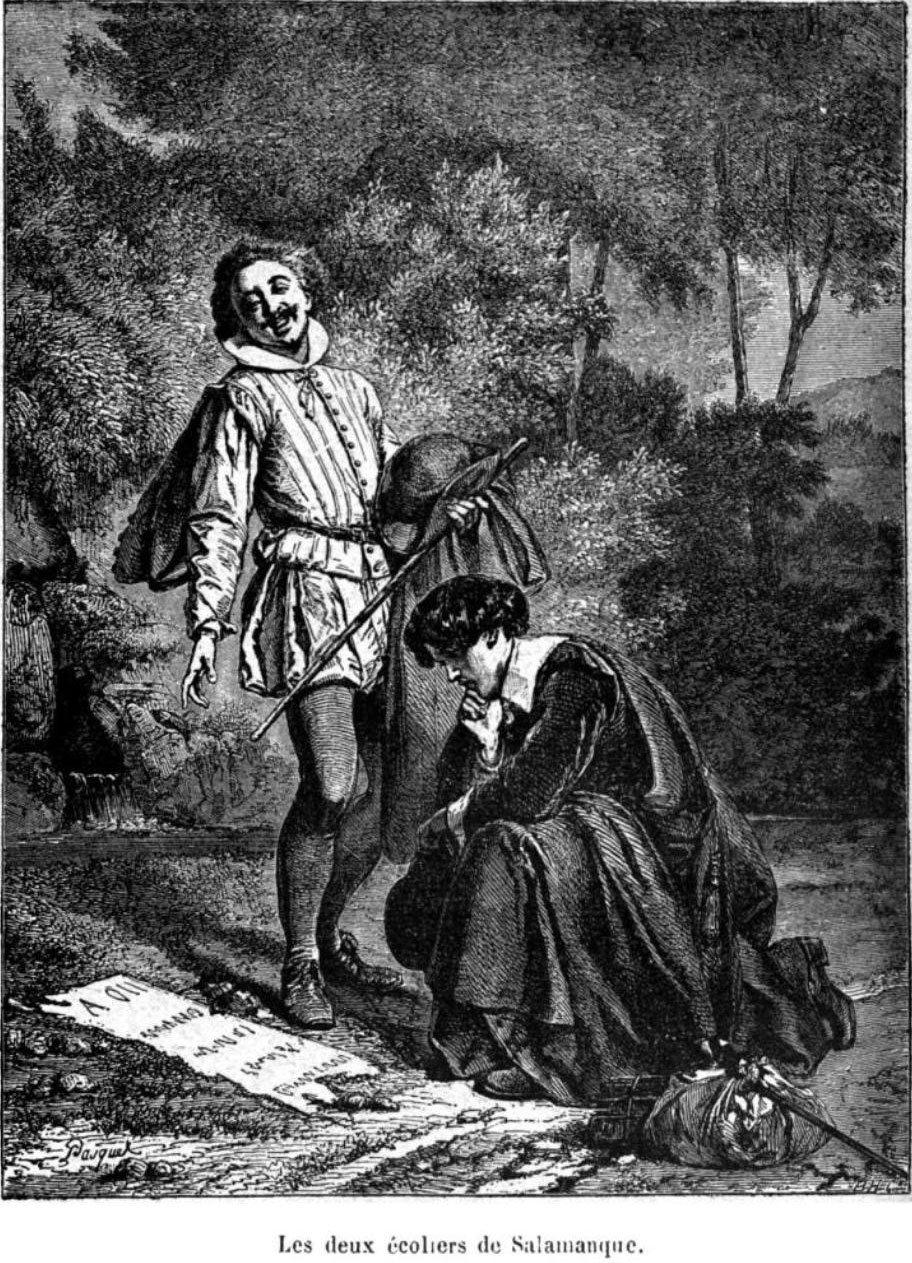

《질 블라스 이야기》(프랑스어: L'Histoire de Gil Blas de Santillane, 영어: Gil Blas)는 르사주가 지은 장편소설이다. 1715년부터 1735년까지 발간되었다.
17세로 고향을 떠난 질 블라스가 산적에게 사로잡힌다든지 여러 부잣집에 머슴이나 집사(執事)로 일을 해 나가다가 이윽고 총리 비서에까지 출세한 뒤에 행복한 여생을 보내는 동안의 갖가지 경험과 기복을 그린 입신 출세 이야기이다. 에스파냐 악자소설(惡者小說)의 흐름을 본따서 무대는 에스파냐로 하여 당시 프랑스 사회의 풍속을 정확하게 묘사한 근대 사실소설의 선구로서 중요한 작품이다.

## 출간 역사
- Histoire de Gil Blas de Santillane, 1–6권 (1715년)
- Histoire de Gil Blas de Santillane, 7–9권 (1724년)
- Histoire de Gil Blas de Santillane, 10–12권 (1735년)

Histoire de Gil Blas de Santillane pub London Chez M.M, Lackington, Allen & Co 1798 4 Vols